# Таємниця Едвіна Друда
«Таємниця Едвіна Друда» (англ. The Mystery of Edwin Drood) — останній роман англійського письменника Чарлза Дікенса, який не був закінчений і досі його кінцівка та особа вбивці Едвіна Друда залишається предметом дискусій. Роман мав вийти у дванадцяти щомісячних випусках журналу «Круглий рік», але на момент смерті Дікенса було опубліковано тільки три випуски. Пізніше були випущені ще три, знайдені в рукописах. Хоча роман названий на честь Едвіна Друда, основна історія роману фокусується на його дядькові, хормейстері Джоні Джаспері, який закоханий у свою ученицю, Розу Бад. Міс Бад є нареченою Едвіна і також вона подобається Невілу Лендлесу, який приїхав зі своєю сестрою з Цейлону. Невіл Лендлес і Едвін Друд миттєво відчувають неприязнь один до одного. Пізніше Друд зникає за загадкових обставин.

## Підказки і підозри

### Вбивця
Хоча вбивцю не виявлено, як правило, вважають, що Джон Джаспер, дядько Едвіна, є ймовірним вбивцею. На це є три причини:
1. Чарлз Дікенс описав сюжет Джону Форстеру так: «...історія повинна була бути, про вбивство племінника власним дядьком».[3]
2. Люк Філдс, який робив ілюстрації до роману розповів, що коли вони обговорювали з Чарлзом Дікенсом ілюстрації він сказав таке: «Я повинен мати подвійну краватку! Вона потрібна для того щоб Джаспер задушив нею Едвіна Друда».[3]
3. Син Дікенса, Карл, заявив, що його батько сказав йому однозначно про те, що Джаспер був убивцею.[3]

Книга дає такі підказки: 
1. Описуються нічні сцени, в яких Джаспер йде таємно з Дудлзом на кладовище, де бачить негашене вапно, яке, як вважалося в той час, прискорює процес розкладу.
2. За день до зникнення, Едвін розмовляє з Димовою принцесою на кладовищі. Вона каже йому, що «Нед» знаходиться у великій небезпеці. Згодом з'ясується, що вона зробила такий висновок зі слів Джона Джаспера, які він сказав у стані сп'яніння у її опіумному притоні в Лондоні. Тому вона і стежила за ним, що і привело її в Клоістерем. Крім того, Джаспер єдиний, хто називав Едвіна Друда, «Нед».
3. У день, коли Едвіна почали вважати зниклими безвісти, Джаспер повідомив Грувджіса, опікуна Рози, що вона і Едвін розірвали свої заручини.[4]
4. Роза Бад завжди боялася Джона Джаспера. Через півроку після зникнення Едвіна, він говорить їй, що його любов до неї настільки сильна, що цього достатньо щоб забрати улюбленого племінника з дороги.

## Герої роману
- Едвін Друд: сирота. Коли він досягне повноліття, він планує одружитися з Розою Бад і вирушити в Єгипет, працювати на фірмі, партнером якої був його батько.
- Роза Бад: сирота і наречена Едвіна Друда. Їх заручини були сплановані батьками.
- Джон Джаспер: хормейстер, дядько Едвіна Друда і опікун, вчитель музики Рози Бад. Він таємно кохає Розу.
- Невілл та Олена Лендлес: сироти. У дитинстві вони жили в злиднях, з ними жорстоко поводилися. Олена і Роза стали подругами, а Невілл закохався в Розу.
- Преподобний Септімус Кріспаркл: служитель Клоістеремського собору і опікун Невілла Лендлеса.
- Хірам Грувджіс: лондонський адвокат і опікун Рози Бад. Він був другом її батьків.
- Містер Баззард: клерк містера Грувджіса. Він написав п'єсу.
- Стоуні Дудлз: муляр. Він знає про кладовище біля Клоістеремського собору більше, ніж будь-хто інший.
- Депутат: маленький хлопчик. «Депутат» — це не справжнє ім'я, а скоріше псевдонім. Якщо він ловить Дудлза після 10-ї години вечора, він кидає в нього каміння, поки той не повернеться додому. Дудлз платить йому півпенні за це.
- Дік Датчері: незнайомець.
- Димова принцеса: втомлена жінка, керує в Лондоні будинком, де продають опіум і який відвідує Джаспер.
- Томас Сапсі: до моменту зникнення Едвіна Друда він став мером Клоістерема.
- Дін: старший священик Клоістеремського собору, людина з певним авторитетом, до якої місцеві жителі відносять з повагою. В свою чергу він може бути досить поблажливим.
- Містер Тоуп: служитель Клоістеремського собору.
- Місіс Тоуп: дружина служителя. Вона готує для Джаспера і здає в оренду житло Діку Датчері.
- Міс Твінклтон: господиня школи-інтернату, в якому живе Роза.
- Місіс Тейшер: помічниця міс Твінклтон.
- Місіс Кріспаркл: овдовіла мати преподобного Септімуса Кріспаркла.
- Містер Гонігантер: філантроп, опікун Невілла та Олена Лендлес.
- Містер Тартар: відставний морський офіцер.
- Місіс Біліккін: овдовіла далека родичка містера Баззарда.

## Оригінальні публікації
- I: квітень 1870 (розділи 1-4)
- II: травень 1870 (розділи 5-9)
- III: червень 1870 (розділи 10-12)
- IV: липень 1870 (розділи 13-16)
- V: серпень 1870 (розділи 17-20)
- VI: вересень 1870 (розділи 21-23)

Заплановані розділи, які ніколи не публікувалися:
- VII: жовтень 1870
- VIII: листопад 1870
- IX: грудень 1870
- X: січень 1871
- XI: лютий 1871
- XII: березень 1871

## Адаптації

### Фільми
- Таємниця Едвіна Друда (1935). Фільм випущений Universal Pictures, режисер Стюарт Вокер.
- Таємниця Едвіна Друда (1993).

### Телебачення
- У 1980 році в СРСР вийшов телеспектакль Таємниця Едвіна Друда.
- 10 і 11 січня 2012 року на телеканалі BBC була показана драма режисера Діамойда Лоуренса з двох частин, яка має оригінальне закінчення.[5]